# Opuntia saxicola
Opuntia saxicola ist eine Pflanzenart in der Gattung der Opuntien (Opuntia) aus der Familie der Kakteengewächse (Cactaceae). Das Artepitheton saxicola leitet sich von den lateinischen Worten saxum für ‚Felsen‘ und -cola für ‚-bewohnend‘ ab und verweist auf das felsige Habitat der Art.

## Beschreibung
Opuntia saxicola wächst baumähnlich bis strauchig und erreicht eine Wuchshöhe von 1 bis 2 Metern. Die gelblichgrünen Triebabschnitte sind rund, eiförmig bis länglich, 17 bis 29 Zentimeter lang, 12 bis 20 Zentimeter breit und 0,5 bis 2,2 Zentimeter dick. Die Areolen tragen gelbe Glochiden. Die 14 bis 30 verschiedenartigen Dornen sind gelb, werden im Alter braun oder rötlich und sind zwischen 3 und 8 Zentimeter lang.
Die gelben Blüten sind 3 bis 4 Zentimeter lang und erreichen Durchmesser zwischen 2,5 und 3,5 Zentimeter. Die grünen Früchte sind kugelförmig, werden 2,5 bis 4 Zentimeter lang, erreichen Durchmesser zwischen 2,5 und 3,5 Zentimeter und sind mit Dornen und Glochiden besetzt.

## Verbreitung und Systematik
Opuntia saxicola ist im südwestlichen Teil der im Kolumbusarchipel liegenden Insel Isla Isabela verbreitet.
Die Erstbeschreibung erfolgte 1933 durch John Thomas Howell.

## Nachweise